# Lupin III - Il mistero delle carte di Hemingway
Lupin III - Il mistero delle carte di Hemingway (ルパン三世 ヘミングウェイ・ペーパーの謎?, Rupan Sansei - Hemingwei pēpā no nazo) è il secondo special televisivo d'animazione giapponese con protagonista Lupin III, il famoso ladro creato da Monkey Punch, andato in onda per la prima volta in Giappone su Nippon Television il 20 luglio 1990. È stato trasmesso in Italia da Italia 1 il 15 ottobre 2000 col titolo Resa dei conti per Lupin e senza censure. Per il mercato home video il film ha anche assunto il titolo di Lupin III - Il mistero Hemingway.

## Trama
Lupin si reca sull'isola mediterranea di Kolkaka alla ricerca di un leggendario "Palazzo lucente" descritto da Hemingway al ritorno dall'ultimo dei suoi viaggi; sull'isola però infuria da anni una guerra civile che vede contrapposti il generale Consano e il presidente Carlos per il controllo della nazione e quindi il possesso del tesoro. Il primo possiede il forziere in cui sono contenute le carte di Hemingway, che rivelano la posizione del palazzo, il secondo la chiave per aprirlo. Come se non bastasse i fedeli compagni di Lupin, Jigen e Goemon, sono schierati su fronti opposti, e stavolta non sembrano disposti ad aiutarlo.
In seguito, la banda riunita riesce a trovare il tesoro, ma si scopre che è formato da uranio arricchito, per cui può uccidere una persona dopo un semplice tocco. L'ignaro Carlos viene così ucciso.

## Doppiaggio
| Personaggio               | Doppiatore originale | Doppiatore italiano |
| ------------------------- | -------------------- | ------------------- |
| Lupin III                 | Yasuo Yamada         | Roberto Del Giudice |
| Daisuke Jigen             | Kiyoshi Kobayashi    | Sandro Pellegrini   |
| Fujiko Mine               | Eiko Masuyama        | Alessandra Korompay |
| Goemon Ishikawa XIII      | Makio Inoue          | Antonio Palumbo     |
| Ispettore Koichi Zenigata | Gorō Naya            | Sandro Iovino       |
| Maria                     | Yuko Sasaki          | Antonella Rendina   |
| Generale Consano          | Kosei Tomita         | Sergio Tedesco      |
| Presidente Carlos         | Osamu Kobayashi      | Vittorio Di Prima   |
| Mash il matto             | Fumihiko Tachiki     | Massimo Corvo       |
| Marcez                    | Jun Hazumi           | Mario Erpichini     |
| Roberts                   | Yuu Shimaka          | Vittorio Amandola   |

- Doppiaggio italiano
  - Casa di doppiaggio: MI.TO. Film
  - Direttore del doppiaggio: Roberto Del Giudice
  - Assistente al doppiaggio: Daniela Inserra
  - Dialoghi italiani: Antonella Damigelli
  - Sonorizzazione: Studio Due Roma
  - Mixage: Claudio Toselli

## Colonna sonora
Lupin The Third Hemingway paper no nazo Original Soundtrack (VAP 21/10/00 VPCG-84710)
La colonna sonora dello special è stata composta da Yūji Ōno.
La canzone di apertura è Rupan Sansei no Theme '89 (THEME FROM LUPIN III '89) e quella di chiusura è He's Gone.

## Edizioni home video

### VHS
Il film è uscito per la prima volta in VHS, pesantemente censurato, col titolo Lupin III - Il mistero Hemingway, distribuito da Medusa Film.
La Dynit lo ha poi riedito in versione integrale col titolo Lupin III - Il mistero delle carte di Hemingway.

### DVD
Il film è uscito in DVD il 23 giugno 2004 per conto di Dynit. Successive ristampe sono avvenute con Yamato Video e, per le edicole, De Agostini varie volte e La Gazzetta dello Sport il 9 marzo 2012. Tutte le edizioni in DVD presentano il titolo "Lupin III - Il mistero delle carte di Hemingway" e sono integrali.

### Blu-ray Disc
In Giappone il film è stato rimasterizzato in alta definizione e venduto in formato Blu-ray Disc all'interno della raccolta LUPIN THE BOX - TV Special BD Collection (LUPIN THE BOX ~ TV スペシャルBDコレクション~?).